# 14 février en sport
14 janvier 14 mars
Chronologies thématiques
- Croisades
- Ferroviaires
- Disney

Le 14 février (45e jour de l'année) en sport.

## Événements

### XIXesiècle
- 1854 :
  - (Boxe) : Tom Paddock défait Harry Poulson à Mildenhall en 102 tours ; Il s'agit du troisième combat décisif entre les deux[1].
- 1886 :
  - (Hockey sur glace) : Hockey sur glace : les Victorias de Winnipeg remportent la Coupe Stanley.
- 1887 :
  - (Baseball) : transfert record dans le baseball professionnel aux États-Unis : Mike King Kelly passe des Chicago Cubs à Boston pour une indemnité de transfert de 10 000 $.

### XXesièclede1901à1950
- 1914
  - (Football) : à Middlesbrough, l'équipe d'Irlande bat l'équipe d'Angleterre 3-0.

### XXesièclede1951à2000
- 1951 :
  - (Boxe) : Sugar Ray Robinson bat Jake LaMotta et devient champion du monde, catégorie poids moyens.
- 1952 :
  - (Jeux olympiques) : à Oslo, ouverture des Jeux olympiques d'hiver de 1952.
- 1968 :
  - (Jeux olympiques d'hiver) : 11e jour de compétition aux Jeux olympiques d'hiver de 1968 à Grenoble, en France.
- 1971 :
  - (Haltérophilie) : Vassili Alexeiev bat 3 records du monde dans la catégorie des super-lourds : le développé (222,5 kg), l'arraché (177,5 kg) et l'épaulé-jeté (230 kg).
- 1976 :
  - (Jeux olympiques d'hiver) : 13e et avant-dernier jour de compétition aux Jeux olympiques d'hiver de 1976 à Innsbruck, en Autriche.
- 1980 :
  - (Jeux olympiques d'hiver) : 3e jour de compétition aux Jeux olympiques d'hiver de 1980 à Squaw Valley aux États-Unis.
- 1982 :
  - (Rallye automobile) : arrivée du Rallye de Suède.
- 1997 :
  - (Formule 1) : Alain Prost annonce le lancement de l'écurie Prost Grand Prix, anciennement Ligier.
  - (Cerf-volant) : avec un bond de 83,80 mètres, Pierre Cardineaud devient recordman du monde de saut à cerf-volant, une discipline qui a le vent en poupe.

### XXIesiècle
- 2010 : 
  - (JO d'hiver) : à Vancouver 3e jour de compétition. 14 février aux Jeux olympiques de 2010.
  - (Rallye) : le Finlandais Mikko Hirvonen remporte le Rallye de Suède, 1re manche du championnat du monde des rallyes 2010.
  - (Athlétisme) : le Français Bouabdellah Tahri bat le record d'Europe de 5 000m en salle lors du meeting de Metz, en 13 min 11 s 13
  - (Voile) : le trimaran américain BMW Oracle Racing remporte la Coupe de l'America (2-0) face au suisse Alinghi, à Valence en Espagne.
- 2014 :
  - (JO d'hiver) : à Sotchi, 8e jour de compétition. 14 février aux Jeux olympiques d'hiver de 2014.
- 2015 :
  - (Rugby à XV) : dans le tournoi des Six Nations, victoire de l'Angleterre à Londres au Stade de Twickenham sur l'Italie et de l'Irlande à Dublin au Aviva Stadium, face à la France 48-11. Dans le tournoi féminin, le pays de Galles s'impose à Cumbernauld face à l'Écosse 39-3.
- 2016 :
  - (Rugby à XV /Tournoi féminin) : au The Gnoll à Neath, le XV gallois féminin s'impose face au XV écossais féminin (23-10) lors de la seconde journée du Tournoi des Six Nations féminin.
  - (Rugby à XV /Tournoi masculin) : au Stade olympique de Rome, de Rome, le XV anglais s’impose (40-9) face au XV italien, lors de la seconde journée du Tournoi des Six Nations.
- 2017 :
  - (Ski alpin /Championnats du monde) : aux Championnats du monde de ski alpin, en mixte par équipes, les Français Adeline Baud, Tessa Worley, Mathieu Faivre et Alexis Pinturault s'imposent devant les Slovaques Matej Falat, Petra Vlhová, Andreas Žampa et Veronika Velez Zuzulová, les Suédois Frida Hansdotter, Mattias Hargin, André Myhrer et Maria Pietilä Holmner complètent le podium.
- 2018 : 
  - (JO d'hiver) : à Pyeongchang en Corée du Sud, 7e jour de compétition.

## Naissances

### XIXesiècle
- 1863 :
  - Herby Arthur, footballeur anglais. (7 sélections en équipe d'Angleterre). († 27 novembre 1930).
- 1866 :
  - William Townley, footballeur puis entraîneur anglais. (2 sélections en équipe d'Angleterre). Sélectionneur de l'équipe des Pays-Bas en 1924. († 30 mai 1950).
- 1873 :
  - Théodore Champion, cycliste sur route suisse. († 31 août 1954).
- 1874 : 
  - Dan Bain, hockeyeur sur glace canadien. († 15 août 1962).
- 1889 :
  - Meo Costantini, pilote de courses automobile et aviateur italien. († 19 juillet 1941).
- 1890 :
  - Dick Richards, footballeur gallois. (9 sélections en équipe du pays de Galles). († 27 janvier 1934).
- 1895 :
  - Antonio Bruna, footballeur italien. (5 sélections en équipe d'Italie). († 25 décembre 1976).

### XXesièclede1901à1950
- 1904 :
  - Joseph Carrère, joueur de rugby à XV et à XIII français. (4 sélections avec l'Équipe de France de rugby à XIII). († 19 octobre 1954).
- 1905 :
  - Valentino Degani, footballeur italien. Médaillé de bronze lors du tournoi des Jeux olympiques d'été de 1928. († 6 novembre 1974).
  - Frank Hussey, athlète américain. Champion olympique du relais 4 × 100 mètres lors des Jeux de Paris en 1924. († 26 décembre 1974).
- 1907 : 
  - Sven Andersson, footballeur puis entraîneur suédois. (27 sélections en équipe de Suède). († 30 mai 1981).
- 1926 : 
  - Héctor Vilches, footballeur uruguayen. Champion du monde de football 1950. (10 sélections en équipe d'Uruguay). († 23 septembre 1998).
- 1931 : 
  - Bernard Geoffrion, hockeyeur sur glace puis entraîneur canadien. († 11 mars 2006).
  - Nílton de Sordi, footballeur brésilien. Champion du monde de football 1958. (22 sélections en équipe du Brésil). († 24 août 2013).
- 1942 : 
  - Ricardo Rodríguez de la Vega, pilote de courses automobile. († 1er novembre 1962).
- 1944 : 
  - Ronnie Peterson, pilote de Formule 1 suédois. (10 victoires en Grand Prix). († 11 septembre 1978).
- 1945 : 
  - Ladislao Mazurkiewicz, footballeur uruguayen. (36 sélections en équipe d'Uruguay). († 2 janvier 2013).
- 1950 : 
  - Phil Dent, joueur de tennis australien. Vainqueur de la Coupe Davis 1977.

### XXesièclede1951à2000
- 1951 :
  - Kevin Keegan, footballeur puis entraîneur anglais. Vainqueur de la Coupe UEFA 1973 et 1976 puis de la Coupe des clubs champions 1977. (63 sélections en équipe d'Angleterre).Sélectionneur de l'équipe d'Angleterre de 1999 à 2000.
- 1955 :
  - Olga Soukharnova, basketteuse soviétique puis russe. Championne olympique aux Jeux de Montréal 1976 et aux Jeux de Moscou 1980. Championne du monde de basket-ball 1975 et 1983. Championne d'Europe de basket-ball 1972, 1974, 1976, 1978, 1980, 1981, 1983, 1985 et 1987.
- 1960 :
  - Jim Kelly, joueur de foot U.S. américain.
  - Mike McPhee, hockeyeur sur glace canadien.
- 1962 :
  - Philippe Sella, joueur de rugby à XV puis entraîneur et consultant TV français. Vainqueur du Grand Chelem 1987, des tournois des Cinq Nations 1983, 1986, 1989 et 1993. (111 sélections en équipe de France).
- 1964 :
  - Gianni Bugno, cycliste sur route italien. Champion du monde de cyclisme sur route 1991 et 1992. Vainqueur du Tour d'Italie 1990, de Milan-San Remo 1990 et du Tour des Flandres 1994.
  - Frédéric Delcourt, nageur français. Médaillé d'argent du 200m dos aux Jeux de Los Angeles 1984.
  - Gustavo Dezotti, footballeur argentin.(9 sélections en équipe d'Argentine).
  - Petr Samec, footballeur puis entraîneur tchécoslovaque puis tchèque. (9 sélections avec l'équipe de Tchéquie).
- 1966 :
  - Petr Svoboda, hockeyeur sur glace tchécoslovaque puis tchèque. Champion olympique aux Jeux de Nagano 1998.
- 1967 :
  - Marc Dal Maso, joueur de rugby à XV puis entraîneur français. Vainqueur du Grand Chelem 1997 et 1998. (33 sélections en équipe de France).
  - Manuela Maleeva, joueuse de tennis bulgare puis suisse. Médaillée de bronze aux Jeux de Séoul 1988.
- 1970 :
  - Giuseppe Guerini, cycliste sur route italien.
  - Sean Hill, hockeyeur sur glace américain.
  - Guillaume Raoux, joueur de tennis français. Vainqueur de la Coupe Davis 1996.
- 1971 :
  - Gheorghe Muresan, basketteur roumain.
- 1972 :
  - Drew Bledsoe, joueur de foot U.S. américain.
- 1973 :
  - David Aucagne, joueur de rugby à XV puis entraîneur français. Vainqueur des Grands Chelems 1997 et 1998, puis du Challenge européen 2000. (15 sélections en équipe de France).
  - Tyus Edney, basketteur américain.
  - Deena Kastor, athlète de fond américaine. Médaillée de bronze du marathon aux Jeux d'Athènes 2004.
  - Steve McNair, joueur de foot U.S américain. († 4 juillet 2009).
- 1974 :
  - Philippe Léonard, footballeur belge. (26 sélections en équipe de Belgique).
- 1977 :
  - Cadel Evans, cycliste sur route et de VTT australien. Champion du monde de cyclisme sur route 2009. Vainqueur des Tours d'Autriche 2001 et 2004, du Tour de France 2011, du Tour de Romandie 2006 et de la Flèche wallonne 2010.
  - François Perrodo, pilote de course automobile d'endurance et homme d'affaires français.
  - Elmer Symons, pilote moto de rallye-raid sud-africain. († 9 janvier 2007).
- 1978 :
  - Linas Balčiūnas, cycliste sur route lituanien.
  - Richard Hamilton, basketteur américain.
  - Darius Songaila, basketteur lituanien. Médaillé de bronze aux Jeux de Sydney 2000. Champion d'Europe de basket-ball 2003. (43 sélections en équipe de Lituanie).
- 1979 :
  - Alexander Castro, footballeur costaricien. (22 sélections en équipe du Costa Rica).
  - Wesley Moodie, joueur de tennis sud-africain.
  - Yuichiro Nagai, footballeur japonais. (4 sélections en équipe du Japon).
- 1981 :
  - Matteo Brighi, footballeur italien. (4 sélections en équipe d'Italie).
  - Kara Lawson, basketteuse américaine. Championne olympique aux Jeux de Pékin 2008.
  - Makram Missaoui, handballeur tunisien. Champion d'Afrique des nations de handball 2006 et 2010. Vainqueur de la Coupe d'Afrique des vainqueurs de coupe 2008, de la Ligue des champions 2012 et de la Ligue des champions 2014. (156 sélections en équipe de Tunisie).
  - Randy De Puniet, pilote de vitesse moto français. (5 victoires en Grand Prix).
- 1982 :
  - Marian Gaborik, hockeyeur sur glace slovaque.
- 1983 :
  - Manuel Poggiali, pilote de vitesse moto saint-marinais. Champion du monde de vitesse moto en 125cm³ 2001 et champion du monde de vitesse moto en 250cm³ 2003. (12 victoires en Grand Prix).
  - Marin Rozić, basketteur croate.
  - Bacary Sagna, footballeur français. (65 sélections en équipe de France).
- 1984 :
  - Rémi Gomis, footballeur franco-sénégalais. (18 sélections avec l'équipe du Sénégal).
  - Justin Harrell, joueur de foot U.S américain.
  - Kurt Looby, basketteur antiguais.
  - Serafín Martínez, cycliste sur route espagnol.
  - Tim Veldt, cycliste sur piste néerlandais.
- 1985 :
  - Anders Lund, cycliste sur route danois.
  - Christoph Janker, footballeur allemand.
  - Philippe Senderos, footballeur suisse. (57 sélections en équipe de Suisse).
  - Aleksandr Volkov, volleyeur russe. Médaillé de bronze aux Jeux de Pékin 2008 puis champion olympique aux Jeux de Londres 2012. Vainqueur de la Ligue des champions 2012. (166 sélections en équipe de Russie).
- 1986 :
  - Djamel Abdoun, footballeur franco-algérien. (11 sélections avec l'équipe d'Algérie).
  - Jan Bakelants, cycliste sur route belge.
  - Michael Færk Christensen, cycliste sur piste et sur route danois. Champion du monde de cyclisme sur piste de la poursuite par équipes 2009.
  - Kang Min-soo, footballeur sud-coréen. (33 sélections en équipe de Corée du Sud).
  - Josh Shipp, basketteur américain.
- 1987 :
  - Edinson Cavani, footballeur italo-uruguayen. Vainqueur de la Copa América 2011. (101 sélections avec l'équipe d'Uruguay).
  - José Miguel Cubero, footballeur costaricien. (53 sélections en équipe du Costa Rica).
  - Scott Dann, footballeur anglais.
  - Tom Pyatt, hockeyeur sur glace canadien.
  - Jordan Remacle, footballeur belge.
- 1988 :
  - Blandine Dancette, handballeuse française. Médaillée d'argent aux Jeux de Rio de Janeiro 2016 puis championne olympique aux Jeux de Tokyo 2020. Médaillée d'argent au championnat du monde de handball 2009 et au championnat du monde de handball 2011 puis championne du monde de handball féminin 2017. Victorieuse de la Challenge Cup 2009 et de la Ligue européenne 2021. (115 sélections en Équipe de France).
  - Ángel Di María, footballeur italo-argentin. Champion olympique aux Jeux de Pékin 2008. Champion du monde de football 2022. Vainqueur de la Copa América 2021 ainsi que de la Ligue des champions 2014. (136 sélections avec l'équipe d'Argentine).
  - Jamie Jones, joueur de snooker gallois.
  - Evgeny Korolev, joueur de tennis kazakh.
- 1989 :
  - Even Hovland, footballeur norvégien. (25 sélections en équipe de Norvège).
  - Paul Lee, basketteur philippin.
  - Adam Matuszczyk, footballeur polonais. (21 sélections équipe de Pologne).
  - Byron Mullens, basketteur américain.
- 1990 :
  - Chris Babb, basketteur américain.
  - J'Covan Brown, basketteur américain.
  - Andrea Caldarelli, pilote de courses automobile italien.
  - Fanny Cavallo, basketteuse française.
  - Gilles Gentges, gymnaste belge.
- 1991 :
  - Dillon Powers, footballeur américain.
- 1992 :
  - Christian Eriksen, footballeur danois. (126 sélections en équipe du Danemark).
  - Valeriy Iordan, athlète de lancers de javelot russe.
  - Petra Klingler, grimpeuse suisse. Championne du monde d'escalade en bloc 2016.
  - Iheb Mbarki, footballeur tunisien. Champion d'Afrique des nations de football 2014. (4 sélections en équipe de Tunisie).
- 1993 :
  - Jadeveon Clowney, joueur de foot U.S américain.
- 1994 :
  - Terence Kongolo, footballeur helvetico-néerlandais. (4 sélections avec l'équipe des Pays-Bas).
  - Rodney Purvis, basketteur américain.
- 1995 :
  - Charlotte Bonnet, nageuse française. Médaillée de bronze du relais 4×200m nage libre aux Jeux de Londres 2012. Médaillée de bronze du relais 4×200m nage libre aux Mondiaux de natation 2013. Médaillée de bronze du 200m nage libre et du relais mixte 4×100m nage libre aux CE de natation 2016.
- 1996 :
  - Cyril Barthe, cycliste sur route français.
  - Lucas Hernandez, footballeur français. Champion du monde football 2018. Vainqueur de la Ligue Europa 2018. (36 sélections en équipe de France).
- 1997 :
  - Breel Embolo, footballeur helvético-camerounais. (63 sélections avec l'équipe de Suisse).
  - Joseph Truman, cycliste sur piste britannique.
- 1998 :
  - Sander Berge, footballeur norvégien. (41 sélections en équipe de Norvège).
- 1999 :
  - Tyler Adams, footballeur américain. (36 sélections en équipe des États-Unis).
  - Bobby Adekanye, footballeur nigério-néerlandais.
- 2000 :
  - Håkon Evjen, footballeur norvégien. (1 sélection en équipe de Norvège).
  - Léo Leroy, footballeur français.
  - Elizabet Tursynbaeva, patineuse artistique individuelle kazakhe.

### XXIesiècle
- 2001 :
  - Bram Franken, footballeur néerlandais.
  - Giorgi Gocholeishvili, footballeur géorgien. (11 sélections en équipe nationale).
  - Tyreece John-Jules, footballeur anglais.
  - Théo Layglon, joueur de rugby à XV français.
  - Álvaro Sanz, footballeur espagnol.
  - Rodrigo Villagra, footballeur argentin.
  - Ibrokhimkhalil Yuldoshev, footballeur ouzbek. (16 sélections en équipe nationale).
- 2002 :
  - Yassin Belkhdim, footballeur franco-marocain.
  - Luciano Darderi, joueur de tennis italien.
  - Caroline Marks, surfeuse américaine. Championne olympique lors de la compétition féminine de surf des Jeux de Paris en 2024.
  - Babacar Mbye, joueur de basket-ball franco-gambien.
  - Juan Sforza, footballeur argentin.
  - Nick Woltemade, footballeur allemand.
- 2003 :
  - Purity Chepkirui, athlète kenyane.
  - Mary Fowler, footballeuse australienne. (58 sélections en équipe nationale).
  - Emmanuel Houcou, coureur cycliste français.
  - Serdar Saatçı, footballeur turc.
  - Valentin Simutoga, joueur de rugby à XV français.
- 2004 :
  - Lane Hutson, joueur de hockey sur glace américain.
  - Alicja Klasik, escrimeuse polonaise. Médaillée de bronze de l'épreuve d'épée par équipes lors des Jeux olympiques d'été de 2024.
- 2005 :
  - Léo Bisiaux, coureur cycliste français.
  - Alvaro Henry, footballeur néerlandais.
  - Runar Norheim, footballeur norvégien.
- 2006 :
  - Keny Arroyo, footballeur équatorien. (2 sélections en équipe nationale).
  - Josh Pierson, pilote automobile américain.

## Décès

### XXesièclede1901à1950
- 1929 : 
  - Thomas Burke, 54 ans, athlète de sprint américain. Champion olympique sur 100 et 400m aux Jeux d'Athènes 1896. (° 15 janvier 1875).
- 1942 :
  - Edgar Chadwick, 72 ans, footballeur puis entraîneur anglais. (7 sélections en équipe d'Angleterre). Sélectionneur de l'équipe des Pays Bas de 1908 à 1913, médaillé de bronze aux Jeux de Londres 1908 puis aux Jeux de Stockholm 1912. (° 14 juin 1869).
- 1947 :
  - Mauritz Eriksson, 58 ans, tireur suédois. Champion olympique de la carabine libre par équipes et de bronze de la carabine par équipes aux Jeux de Stockholm 1912 puis médaillé d'argent de la carabine libre à 600m, de bronze de la carabine libre à 300m debout par équipes et à 600 m par équipes aux Jeux d'Anvers 1920. (° 18 décembre 1888).
- 1948 :
  - Mordecai Brown, 71 ans, joueur de baseball américain. (° 19 octobre 1876).

### XXesièclede1951à2000
- 1952 : 
  - Maurice De Waele, 56 ans, cycliste sur route belge. Vainqueur du Tour de France 1929 et du Tour de Belgique 1931. (° 27 décembre 1896).
- 1954 :
  - Henri Laurent, 72 ans, maître d'armes français spécialiste de l'épée. Médaillé de bronze de l'épreuve d'épée réservée aux maîtres d'armes lors des Jeux olympiques de 1900. (° 1er avril 1881).
- 1955 :
  - George Buckley, 79 ans, joueur de cricket britannique. Champion olympique lors du tournoi de cricket des Jeux de Paris en 1900. (° 20 mai 1875).
- 1956 :
  - Henri Arnaud, 64 ans, athlète de demi-fond français. (° 16 avril 1891).
  - Carlos Enrique Díaz Sáenz Valiente, 39 ans, tireur sportif et pilote de courses automobile argentin. Médaillé d'argent du pistolet feu rapide à 25m aux jeux de Londres 1948. Champion du monde de tir du pistolet feu rapide à 25m 1947. (° 25 janvier 1917).
- 1964 :
  - Bill Stewart, 69 ans, entraîneur et arbitre de hockey sur glace américain. (° 26 septembre 1894).
- 1966 :
  - René Scheibenstock, 74 ans, footballeur puis entraîneur suisse. (° 20 septembre 1891).
- 1968 :
  - Marcel Monniot, 82 ans, joueur de rugby à XV et rameur d'aviron français. Champion d'Europe du huit en 1909, médaillé d'argent en 1906 et de bronze en 1912 de la même discipline. (2 sélections en équipe nationale). (° 17 mars 1885).
- 1970 :
  - Bo Ericson, 51 ans, athlète suédois spécialiste du lancer du marteau. Champion d'Europe en 1946. (° 28 janvier 1919).
  - José Pelletier, 81 ans, coureur cycliste français. (° 30 août 1888).
- 1972 :
  - Andreas Cervin, 83 ans, gymnaste suédois. Champion olympique du concours général par équipes aux Jeux de Londres 1908. (° 31 octobre 1888).
  - Manuel Galera, 28 ans, coureur cycliste espagnol. (° 3 décembre 1943).
- 1973 :
  - Wilf Chadwick, 72 ans, footballeur anglais. (° 7 octobre 1900).
- 1976 :
  - Charles Lanusse, 79 ans, coureur cycliste français. (° 25 août 1896).
  - Piero Scotti, 66 ans, pilote automobile italien. (° 11 novembre 1909).
- 1977 :
  - Egon Schein, 65 ans, athlète allemand. Champion d'Europe du relais 4 × 100 mètres en 1934. (° 20 janvier 1912).
- 1978 :
  - Karl Durspekt, 64 ans, footballeur puis entraîneur autrichien. (2 sélections en équipe nationale). (° 23 novembre 1913).
- 1983 : 
  - Lina Radke, 79 ans, athlète de demi-fond allemande. Championne olympique du 800m aux Jeux de Amsterdam 1928. (° 18 octobre 1903).
- 1985 :
  - Esko Rekomaa, 52 ans, joueur de hockey sur glace finlandais. (° 24 décembre 1932).
- 1986 :
  - Francisco Ferreira, 66 ans, footballeur portugais. (25 sélections en équipe nationale). (° 23 août 1919).
- 1988 :
  - Auguste Verdyck, 86 ans, coureur cycliste belge. (° 8 février 1902).
- 1989 :
  - André Courtade, 76 ans, joueur de rugby à XV français. (° 24 août 1912).
  - Duncan Gregg, 78 ans, rameur d'aviron américain. Champion olympique de l'épreuve du huit aux Jeux de Los Angeles en 1932. (° 28 février 1910).
- 1990 :
  - Luděk Čajka, 26 ans, joueur de hockey sur glace tchèque. Médaillé de bronze lors du Championnat du monde de 1987. (° 3 novembre 1963).
  - José Luis Panizo, 68 ans, footballeur espagnol. (14 sélections en équipe nationale). (° 12 janvier 1922).
- 1996 : 
  - Louis Finot, 86 ans, footballeur français. (7 sélections en équipe de France). (° 8 juillet 1909 ).
  - Bob Paisley, 77 ans, footballeur puis entraîneur anglais. Vainqueur des Coupe des clubs champions 1977, 1978 et 1981. (° 23 janvier 1919).

### XXIesiècle
- 2002 : 
  - Nándor Hidegkuti, 79 ans, footballeur puis entraîneur hongrois. Champion olympique aux Jeux d'Helsinki 1952. Vainqueur de la Coupe d'Europe des vainqueurs de coupe 1961. (69 sélections en équipe nationale). (° 3 mars 1922).
- 2004 : 
  - Marco Pantani, 34 ans, cycliste sur route italien. Vainqueur du Tour de France 1998 et du Tour d'Italie 1998. (° 13 janvier 1970).
- 2012 : 
  - Péter Rusorán, 71 ans, poloïste puis entraîneur hongrois. Médaillé de bronze aux Jeux de Rome 1960 puis champion olympique aux Jeux de Tokyo 1964. Vainqueur des Ligue des champions de water-polo 1980 et 1985 et de la Coupe des vainqueurs de coupe 1986. (103 sélections en équipe nationale). (° 11 avril 1940).
- 2014 : 
  - Tom Finney, 91 ans, footballeur anglais. (76 sélections en équipe d'Angleterre). (° 5 avril 1922).
- 2017 :
  - Adrien Duvillard, 82 ans, skieur alpin français. (° 7 novembre 1934).
  - Siegfried Herrmann, 84 ans, athlète de demi-fond et de fond est-allemand puis allemand. (° 7 novembre 1932).
- 2019 :
  - Michel Bernard, 87 ans, athlète de demi-fond puis dirigeant sportif français. Président de la FFA de 1985 à 1987. (° 31 décembre 1931).
- 2020 :
  - Jimmy Conway, 73 ans, footballeur puis entraîneur irlandais. (20 sélections en équipe nationale). (° 10 août 1946).
- 2021 :
  - Doug Mountjoy, 78 ans, joueur de snooker gallois. (° 8 juin 1942).
- 2022 :
  - Željko Mijač, 68 ans, footballeur puis entraîneur croate. (° 13 janvier 1954).
  - Jean-Jacques Moine, 67 ans, nageur et joueur de water-polo français. (° 7 septembre 1954).
  - Julio Morales, 76 ans, footballeur puis entraîneur uruguayen. (25 sélections en équipe nationale). (° 16 février 1945).
- 2023 :
  - Hrvoje Kačić, 91 ans, joueur de water-polo yougoslave. Médaillé d'argent lors du tournoi de water-polo des Jeux olympiques d'été de 1956 et médaillé de bronze lors du Championnat d'Europe de 1950. (° 12 janvier 1932).
- 2024 :
  - Jacques Rousseau, 72 ans, athlète français spécialiste du saut en longueur. Champion d'Europe en salle en 1975 et en 1976 puis champion d'Europe en plein air en 1978. (° 10 mars 1951).